# Y̌
La Y con carón (mayúscula: Y̌ minúscula: y̌), es un grafema que se utilizó en la romanización del alfabeto devanagari. Esta es la letra Y diacrítica con un carón.

## Uso
La letra y carón «y̌» se puede utilizar para transliterar la letra devanagari ya heavy «ॺ», por ejemplo para sánscrito védico कुर्ॺात् «kury̌āt» (कुर्यात् « kuryāt » en otros dialectos).
Le y carón «y̌» est utilisé dans la romanisation du kurdo (diseñado en 1987) utilisée par Servicio de biblioteca sueco para transliterar el yā petit v suscrit «ێ», por ejemplo para transcribir ھەولێر «Hawly̌r» (Erbil escribiendo «Hewlêr» en kurdo).

## Codificación
La Y con carón se puede representar en Unicode usando los siguientes caracteres:
| formas    | representación | Puntos de código | descripción                        |
| --------- | -------------- | ---------------- | ---------------------------------- |
| Mayúscula | Y̌              | U+0059 U+030C    | Letra mayúscula latina y con carón |
| minúscula | y̌              | U+0079 U+030C    | Letra minúscula latina y con carón |